# Jerzy Lewiński

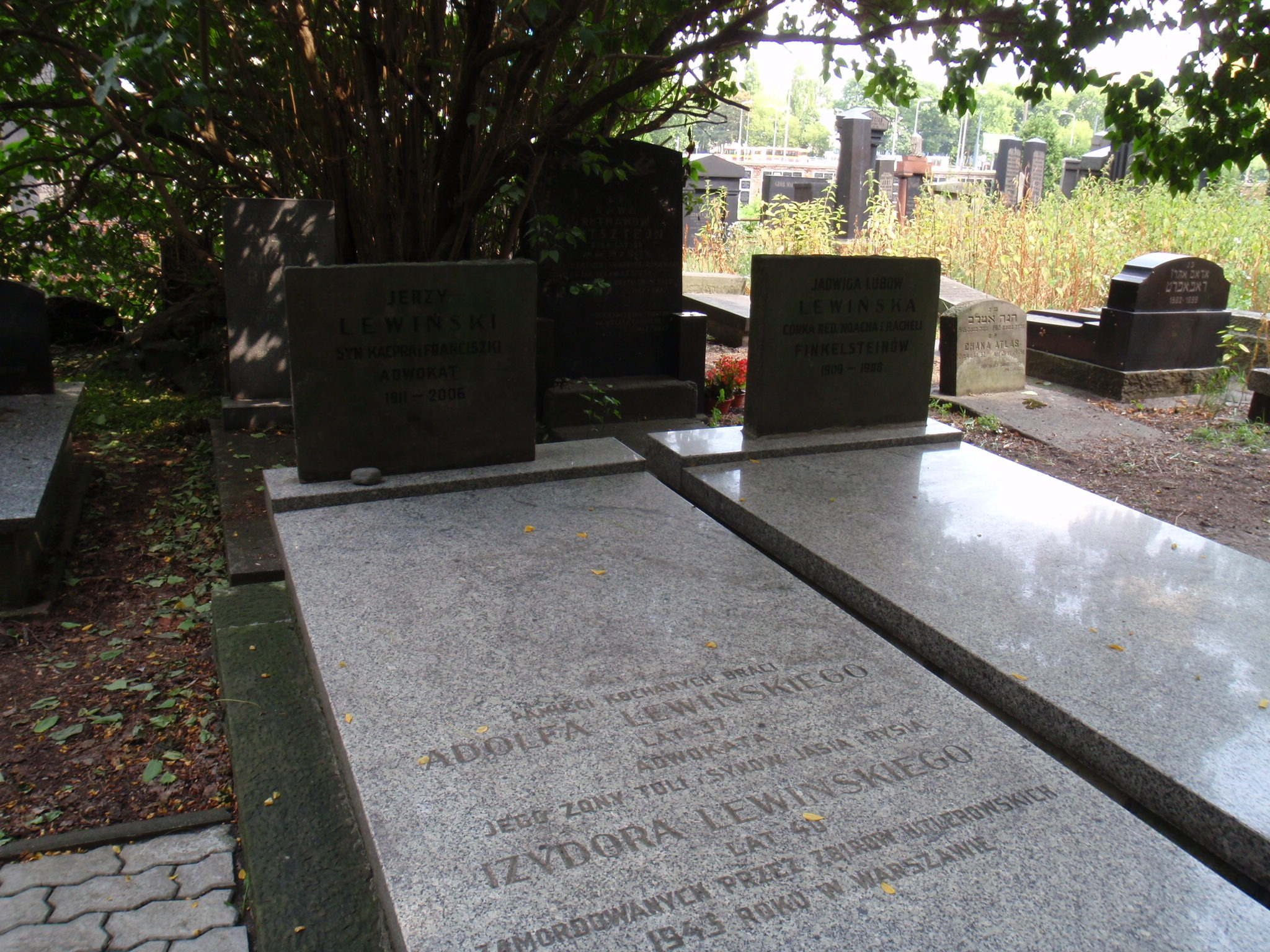
Grób Jerzego Lewińskiego i jego żony Jadwigi na cmentarzu żydowskim w Warszawie

Jerzy Lewiński (ur. 26 lutego 1911, zm. 6 lipca 2006 w Warszawie) – polski adwokat i redaktor żydowskiego pochodzenia.

## Życiorys
Urodził się w rodzinie żydowskiej, jako syn Kacpra i Franciszki Lewińskich. Podczas II wojny światowej został przesiedlony do getta warszawskiego, gdzie pracował jako policjant w Jüdischer Ordnungsdienst. Był kierownikiem III Rejonu Służby Porządkowej. Po zakończeniu wojny był oskarżycielem w procesach zbrodniarzy hitlerowskich. Był obrońcą Wiery Gran, oskarżonej o kolaborację z gestapo. Był prezesem Koła Seniorów CWKS Legia.
Współpracował z miesięcznikiem Midrasz, gdzie opublikował artykuł o ostatnim dniu życia Adama Czerniakowa (2005) i W obronie godności ofiar nazizmu (2006). 
Został pochowany obok żony, Jadwigi z domu Finkelstein (1909−1988), na cmentarzu żydowskim przy ulicy Okopowej w Warszawie (kwatera 10).

## Publikacje
- Proces Hansa Biebowa. Zagłada getta łódzkiego (akta i stenogramy sądowe). Oprac. Jerzy Lewiński. Wyd. 1: Warszawa 1987. Główna Komisja Badania Zbrodni Hitlerowskich w Polsce (GK BZHwP, informacja wewnętrzna nr 91); Wyd. 2: Warszawa 1999, Wyd. PRS.